# Király-hágó
Koordináták: é. sz. 46° 58′ 09″, k. h. 22° 40′ 26″46.969167°N 22.673889°E

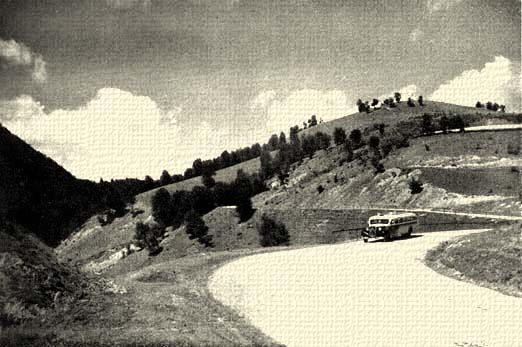
A Király-hágó egy régi fényképen

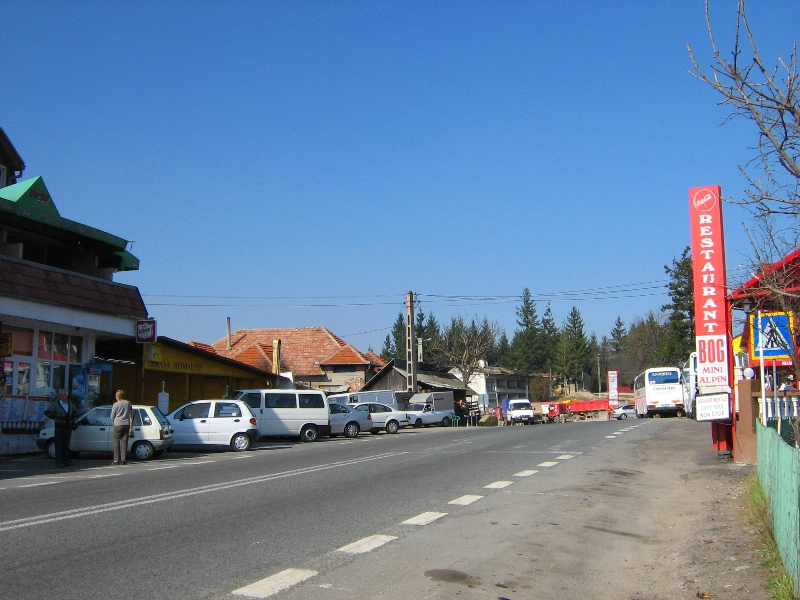
A Király-hágó 2007-ben

A Király-hágó (más néven Erdély kapuja, románul Pasul Craiului, németül Königssteig) Romániában, a Réz-hegységben, Kolozs és Bihar megye határán, Királyhágó és Báródsomos települések között, 582 méter magasságban található hágó. Nagyvárad felől jövet a Rév-Báródi-medence után itt lehet közúton Kalotaszeg felé, majd Kolozsvárra eljutni. Nemcsak gazdasági, hanem kulturális szerepe is nagy, hiszen kapcsolatot teremt a Partium és a történelmi Erdély között. Sokáig itt volt Partium és Erdély határa, a kiegyezés után pedig az Erdély megnevezés helyett gyakran a „Királyhágón túl”-t használták. Ugyanakkor Partium és Bánság együttes jelölésére a romániai reformátusok ma is a Királyhágómellék megnevezést használják (például Királyhágómelléki református egyházkerület). Áthalad rajta Románia egyik legfontosabb főútja, a DN1-es (a nemzetközi útszámozás szerint E60-as).